# Confin
Confin de Sarsòna (en francès Couffy-sur-Sarsonne) és un municipi francès situat al departament de la Corresa i a la regió de la Nova Aquitània.

## Demografia
| 1962                                       | 1968 | 1975 | 1982 | 1990 | 1999 | 2007 |
| ------------------------------------------ | ---- | ---- | ---- | ---- | ---- | ---- |
| 101                                        | 119  | 104  | 95   | 89   | 70   | 74   |
| Des de 1962: població sense dobles comptes |      |      |      |      |      |      |

## Administració
| Període | Identitat          | Partit |
| ------- | ------------------ | ------ |
| 2001-   | Christiane Monteil |        |